# Erweitern
Erweitern eines Bruches bedeutet, dass man den Zähler und den Nenner des Bruches mit der gleichen Zahl (aber nicht mit 0) multipliziert. Der Wert des Bruches bleibt dabei gleich: Man erhält eine neue Darstellung derselben Bruchzahl. Die Zahl, mit der man erweitert, wird als Erweiterungsfaktor oder einfach als Erweiterungszahl bezeichnet. Jede beliebige Zahl (außer der 0) kann Erweiterungsfaktor sein. In der elementaren Bruchrechnung werden natürliche Zahlen, die größer als 1 sind, als Erweiterungszahlen benutzt.
Die Umkehrung des Erweiterns ist das Kürzen eines Bruchs, was wiederum nichts anderes als das Erweitern mit dem Kehrwert ist.

## Beispiele

### Elementare Bruchrechnung
Der Bruch {\displaystyle {\tfrac {2}{3}}} kann mit 2 erweitert werden, indem der Zähler (oben) und Nenner (unten) jeweils mit dem Faktor 2 multipliziert wird:
{\displaystyle {\frac {2}{3}}={\frac {2\cdot 2}{3\cdot 2}}={\frac {4}{6}}.}
{\displaystyle {\frac {2}{3}}} und {\displaystyle {\frac {4}{6}}} sind Darstellungen für dieselbe Bruchzahl; deshalb stehen Gleichheitszeichen zwischen ihnen.
Ebenso liefert Erweitern mit 3, 4, 5 und so weiter
{\displaystyle {\frac {2}{3}}={\frac {2\cdot 3}{3\cdot 3}}={\frac {6}{9}},\quad {\frac {2}{3}}={\frac {2\cdot 4}{3\cdot 4}}={\frac {8}{12}},\quad {\frac {2}{3}}={\frac {2\cdot 5}{3\cdot 5}}={\frac {10}{15}}} und so weiter – alles Darstellungen derselben Bruchzahl.

### Negative Vorzeichen
Durch Erweitern mit (−1) wird
{\displaystyle {\frac {-2}{-3}}={\frac {-2\cdot (-1)}{-3\cdot (-1)}}={\frac {2}{3}}.}
Entsprechend den Regeln für die Division können also zwei negative Vorzeichen weggelassen werden.

### Nenner rational machen
Siehe dazu den eigenständigen Artikel zum Verfahren der Rationalisierung.

Wenn irrationale Zahlen auftreten, ist manchmal nicht leicht zu erkennen, ob zwei Brüche dieselbe Bruchzahl darstellen. Deshalb gilt die Konvention, eine Darstellung zu suchen, bei der der Nenner eine rationale Zahl ist.
{\displaystyle {\tfrac {1}{\sqrt {2}}}} sollte also besser mit {\displaystyle {\sqrt {2}}} erweitert werden:
{\displaystyle {\frac {1}{\sqrt {2}}}={\frac {1\cdot {\sqrt {2}}}{{\sqrt {2}}\cdot {\sqrt {2}}}}={\frac {\sqrt {2}}{2}}.}

### Algebra
Beim Umrechnen von Termen wird häufig als Ergebnis eine Darstellung des Terms angestrebt, die übersichtlich ist und mit möglichst wenig Zeichen auskommt. Im folgenden Beispiel kann durch Erweitern mit (a – b) die Zahl der Zeichen von 20 auf 12 verringert werden:
{\displaystyle {\frac {\left(a-b\right)^{3}}{a^{3}+a^{2}b+ab^{2}+b^{3}}}={\frac {\left(a-b\right)^{3}\left(a-b\right)}{\left(a^{3}+a^{2}b+ab^{2}+b^{3}\right)\left(a-b\right)}}={\frac {\left(a-b\right)^{4}}{a^{4}-b^{4}}}.}
Diese Umformung ist aber nur dann richtig, wenn {\displaystyle a\neq b} gilt (denn dann erweitert man nicht mit 0). Im Fall {\displaystyle a=b\neq 0} ist der erste Ausdruck 0, während der zweite und dritte Ausdruck undefiniert ist (dort steht die 0 sowohl im Zähler als auch im Nenner).

## Anwendungen

### Addition und Subtraktion
Das Erweitern wird insbesondere beim Addieren und Subtrahieren von ungleichnamigen Brüchen benötigt. Dabei werden die beteiligten Brüche gleichnamig gemacht, sodass ihre Nenner übereinstimmen.
Beispiel: Gesucht ist die Summe der Brüche {\displaystyle {\tfrac {3}{4}}} und {\displaystyle {\tfrac {5}{6}}}.
Die beiden Nenner sind 4 und 6. Der gemeinsame Nenner muss ein Vielfaches sowohl von 4 als auch von 6 sein: ein gemeinsames Vielfaches. Selbstverständlich ist das Produkt der Nenner stets ein gemeinsames Vielfaches: 6·4 ist das 6fache von 4 und das 4fache von 6. Häufig ist das Produkt aber nicht die kleinste mögliche Zahl und führt zu unnötigem Rechenaufwand. In unserem Beispiel erkennt man leicht, dass auch 12 ein gemeinsames Vielfaches von 4 und 6 ist.
Wie auch in schwierigeren Fällen die kleinste geeignete Zahl gefunden werden kann, wird unter Kleinstes gemeinsames Vielfaches erklärt. Man nennt diese auch den kleinsten gemeinsamen Nenner oder Hauptnenner der gegebenen Brüche. Im Beispiel ist 12 der Hauptnenner.
Um beide Brüche auf den Nenner 12 zu bringen, müssen wir den ersten Summanden mit 3 erweitern, den zweiten mit 2:
{\displaystyle {\frac {3}{4}}+{\frac {5}{6}}={\frac {3\cdot 3}{4\cdot 3}}+{\frac {5\cdot 2}{6\cdot 2}}={\frac {9}{12}}+{\frac {10}{12}}.}
Brüche mit gleichem Nenner werden addiert, indem man ihre Zähler addiert und den Nenner beibehält (Distributivgesetz):
{\displaystyle {\frac {9}{12}}+{\frac {10}{12}}={\frac {19}{12}}.}
Manchmal lässt sich das Ergebnis einer Addition oder Subtraktion noch kürzen. Bei {\displaystyle {\tfrac {19}{12}}} ist das nicht der Fall, jedoch kann dies noch als gemischte Zahl geschrieben werden: {\displaystyle {\tfrac {19}{12}}={1}{\tfrac {7}{12}}.}

### Vergleichen
Erweitern kann auch sinnvoll sein, um festzustellen, welcher von zwei Brüchen der größere ist. In jedem Falle führt es zum Ziel, die Brüche – wie beim Addieren – gleichnamig zu machen und dann zu prüfen, welchen in dieser Darstellung den größeren Zähler hat.
Häufig gibt es aber einfacher Wege: Um festzustellen, ob {\displaystyle {\tfrac {3}{4}}} größer oder kleiner als {\displaystyle {\tfrac {9}{11}}} ist, genügt es, den ersten Bruch mit 3 zu erweitern:
{\displaystyle {\frac {3}{4}}={\frac {3\cdot 3}{3\cdot 4}}={\frac {9}{12}}<{\frac {9}{11}},}
weil ein Zwölftel ein kleinerer Bruchteil als ein Elftel ist. Hier sind statt der Nenner der Brüche ihre Zähler gleichgemacht worden – beim Vergleichen von Brüchen manchmal ein praktisches Verfahren, das allerdings zur Addition/Subtraktion nicht taugt.